# Стефані Вакер
Ана Стефані Вакер Гонсалес (нар. 29 березня 1993) — чилійська професійна реслерка. В даний момент виступає в WWE на бренді RAW під своїм справжнім іменем, стилізованим під Стефані Вакер, і є колишньою Чемпіонкою NXT серед жінок. Вона також колишня колишня Чемпіонка Північної Америки серед жінок NXT, і є першою та єдиною жінкою, яка володіла обома титулами одночасно.
Вакер найбільше відома за час, проведений у мексиканському реслінг промоушені Consejo Mundial de Lucha Libre (CMLL), де вона є колишньою Чемпіонкою світу серед жінок CMLL та Командною чемпіонкою світу CMLL серед жінок із Zeuxis; вона була першою лучадорою в історії CMLL, яка тримала обидва титули одночасно, і робила це до свого відходу з CMLL у липні 2024 року. Вона також змагалася в американському промоушені All Elite Wrestling (AEW) і британському промоушені Revolution Pro Wrestling (RPW) завдяки партнерству двох організацій з CMLL. Вона також відома своїми виступами у великих японських промоушенах, таких як World Wonder Ring Stardom, Ice Ribbon, Tokyo Joshi Pro-Wrestling і New Japan Pro-Wrestling (NJPW), де вона є колишньою володаркою титулу Strong Women Championship. Вакер є першою жінкою з Чилі та Південної Америки, яка змагалася та вигравала титули в CMLL, NJPW та WWE, а також другою жінкою з Чилі, яка виступала в WWE.

## Раннє життя
Ана Стефані Вакер Гонсалес народилася 29 березня 1993 року в Сан-Фернандо, провінція Кольчагуа, Чилі, у родині Гектора Вакер Альвери та Гледіс Гонсалес Сото. Вона відвідувала Школу Villa Centinela до четвертого класу в 2004 році, перш ніж переїхати до Сан-Антоніо, регіон Вальпараїсо. Там вона здобула початкову освіту в Школі Movilizadores Portuarios у 2006 році. У 2010 році вона закінчила Instituto Comercial Marítimo Pacifico Sur.

## Кар'єра в професійному реслінгу

### Початок кар'єри (2009—2018)
Вакер почала тренуватися реслінгу в Чилі під керівництвом Пола Слендерінга та дебютувала у віці 16 років у лютому 2009 року. Її перші задокументовані поєдинки відбулися в серпні 2010 року на невеликих подіях у Чилі, де вона боролася під ринг-іменем Dark Angel.
У віці 19 років, Вакер переїхала до Веракруса, Мексика, і продовжила подальше навчання під керівництвом Рікі Марвіна, Ультімо Герреро, Гран Апача та Віллано IV. Вона дебютувала на рингу в Мексиці в карді шоу Чиланга Маск 22 грудня 2013 року, де вона зазнала поразки від Героїни. Під час туру в Меріді, Вакер отримала потрійний перелом носа, через що вона була змушена припинити виступи на два роки, протягом яких вона працювала офіціанткою в ресторані.
У 2018 році Вакер дебютувала в Японії, провівши п'ять поєдинків для жіночого промоушену World Wonder Ring Stardom з липня по серпень. Пізніше того ж року вона була частиною трай-ауту в американський промоушен WWE, який проходив у її рідній країні Чилі.

### Consejo Mundial de Lucha Libre (2019—2024)

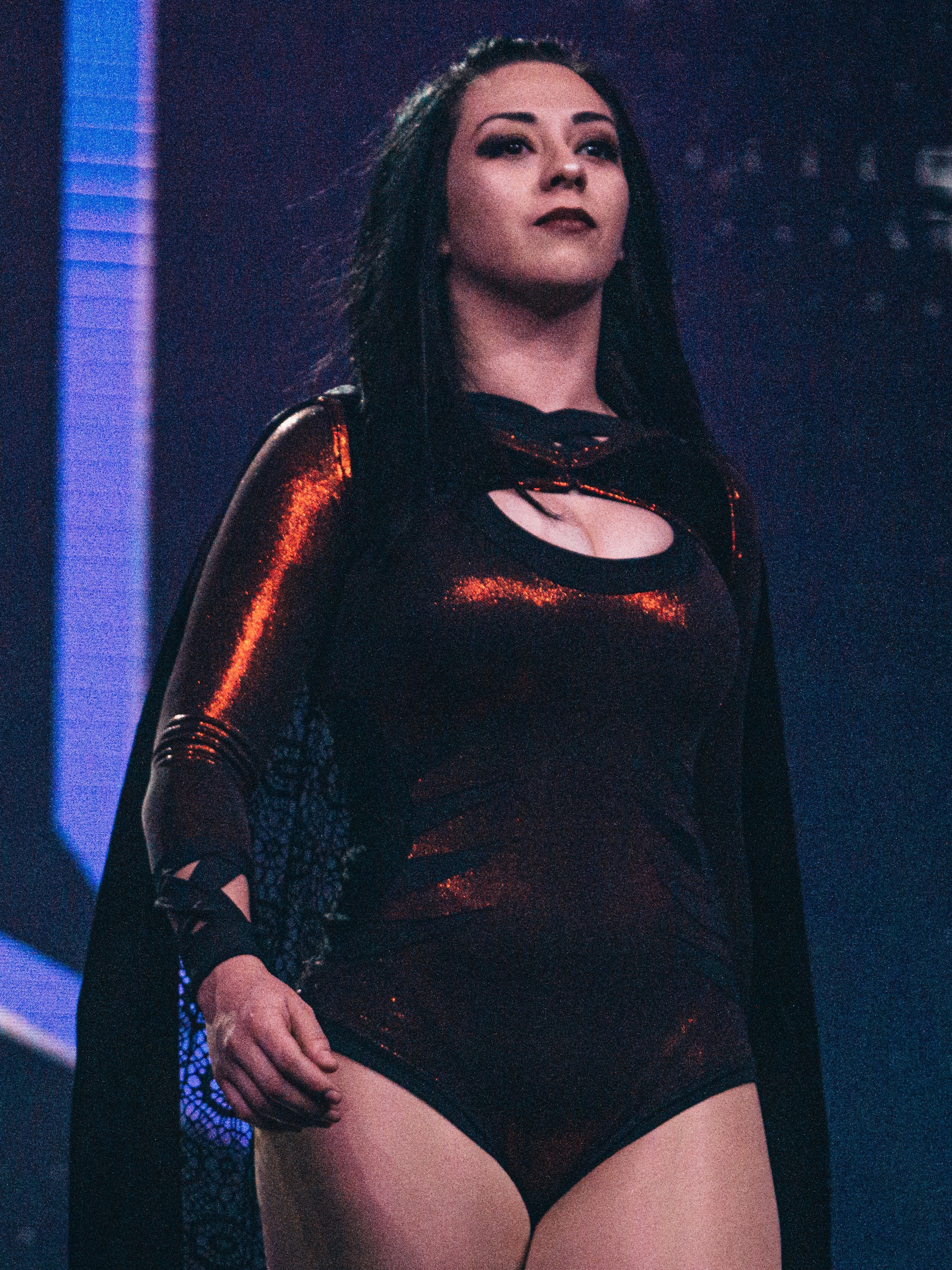
Вакер у 2019 році

Вакер почала виступати у Consejo Mundial de Lucha Libre (CMLL) в Мексиці 9 серпня 2019 року, ставши першою південноамериканською реслеркою CMLL. Спочатку вона була гостем для CMLL, оскільки вона чергувала свій час у Мексиці з виступами в Чилі та Японії, перш ніж перейти на постійні виступи в промоушені.
У лютому 2023 року Вакер сформувала команду з Zeuxis, перемігши Las Chicas Indomables (La Jarochita та Lluvia) 21 березня, щоб стати першою Командною чемпіонкою Occidente серед жінок, що стало першим титулом Вакер у CMLL. 16 вересня на 90-й річниці CMLL, Вакер і Zeuxis знову перемогли Las Chicas Indomables, цього разу ставши першими Командними чемпіонками світу CMLL серед жінок. 29 вересня на Noche de Campeones Вакер перемогла Ла Каталіну та виграла вакантний титул Чемпіонки світу CMLL серед жінок. 14 листопада Вакер провела свій перший успішний захист на Чемпіонства світу серед жінок, перемігши Лувію. 10 липня 2024 року стало відомо, що Вакер залишає CMLL з особистих причин, у зв'язку з чим Чемпіонство світу CMLL серед жінок і Командне чемпіонство світу CMLL серед жінок стали вакантними.

### New Japan Pro Wrestling / World Wonder Ring Stardom (2023—2024)
27 квітня 2023 року New Japan Pro-Wrestling (NJPW) оголосили, що Вакер представлятиме CMLL у турнірі на виліт серед чотирьох жінок, який відбудеться 21 травня на Resurgence, щоб визначити першу Чемпіонку Strong серед жінок. На Resurgence Вакер програла Мерседес Моне у півфіналі турніру. 10 листопада на турнірі Lonestar Shootout Вакер кинула виклик Маю Іватані за Чемпіонство IWGP серед жінок, але не досягла успіху.
10 березня 2024 року, Вакер взяла участь у 2-му вечорі турніру «Cinderekka» 2024 року, організованого дочірнім промоушеном NJPW, World Wonder Ring Stardom, перемігши Джулію, завоювавши Чемпіонство Strong серед жінок, таким чином ставши потрійною чемпіонкою у CMLL і NJPW. Після успішного захисту титулу проти AZM 12 квітня на Windy City Riot, і Алекс Віндзор 11 травня на Resurgence, Вакер програла Моне 30 червня на Forbidden Door титул Чемпіонки Strong серед жінок, завершивши свій рейн у 112 дні.

### Revolution Pro Wrestling (2024)
17 травня 2024 року Вакер дебютувала у Revolution Pro Wrestling (RevPro) на Fantastica Mania: UK Шоу 1, перемігши Кандзі. На другому шоу Fantastica Mania: UK Вакер успішно захистила свій титул Чемпіонки Strong серед жінок проти Ріо. Вона мала поборотися з Дані Луною за Беззаперечне чемпіонство Британії серед жінок під час серпневого шоу RevPro, але матч було скасовано після того, як Вакер підписала контракт з WWE.

### All Elite Wrestling (2024)
29 травня 2024 року на випуску Dynamite Вакер дебютувала в All Elite Wrestling (AEW), протистоявши Чемпіонці AEW TBS Мерседес Моне. Вакер дебютувала на рингу AEW на шоу Collision 29 червня, перемігши Леді Фрост. 30 червня на Forbidden Door Вакер не змогла виграти Чемпіонство TBS у Моне в матчі Переможець забирає все, а також при цьому втратила свій титул Чемпіонки Strong серед жінок.

### WWE (2024–дотепер)

#### NXT (2024–2025)
10 липня 2024 року старший віце-президент WWE з творчого розвитку талантів і головний букер бренду розвитку WWE NXT Шон Майклз оголосив, що Вакер офіційно підписала контракт з компанією та була відправлена на бренд NXT, що зробило її другою чилійкою, яка підписала контракт з WWE. Вона дебютувала на рингу WWE на лайв-шоу в Мехіко 13 липня, де перемогла Айлу Доун. Вакер дебютувала на екрані через супутник На випуску NXT від 24 вересня під час прес-конференції на рингу між Чемпіонкою NXT серед жінок Роксаною Перес і Джулією. Вакер здійснила свій дебют на рингу на телебаченні на випуску NXT від 15 жовтня, перемігши Рен Сінклер. Після матчу на неї напали Перес і Кора Джейд, але Джулія врятувала її, що призвело до командного матчу на Halloween Havoc 27 жовтня, який вони виграли після того, як Вакер утримала Перес. Вакер взяла участь у жіночому Iron Survivor Challenge на NXT Deadline 7 грудня, який виграла Джулія.

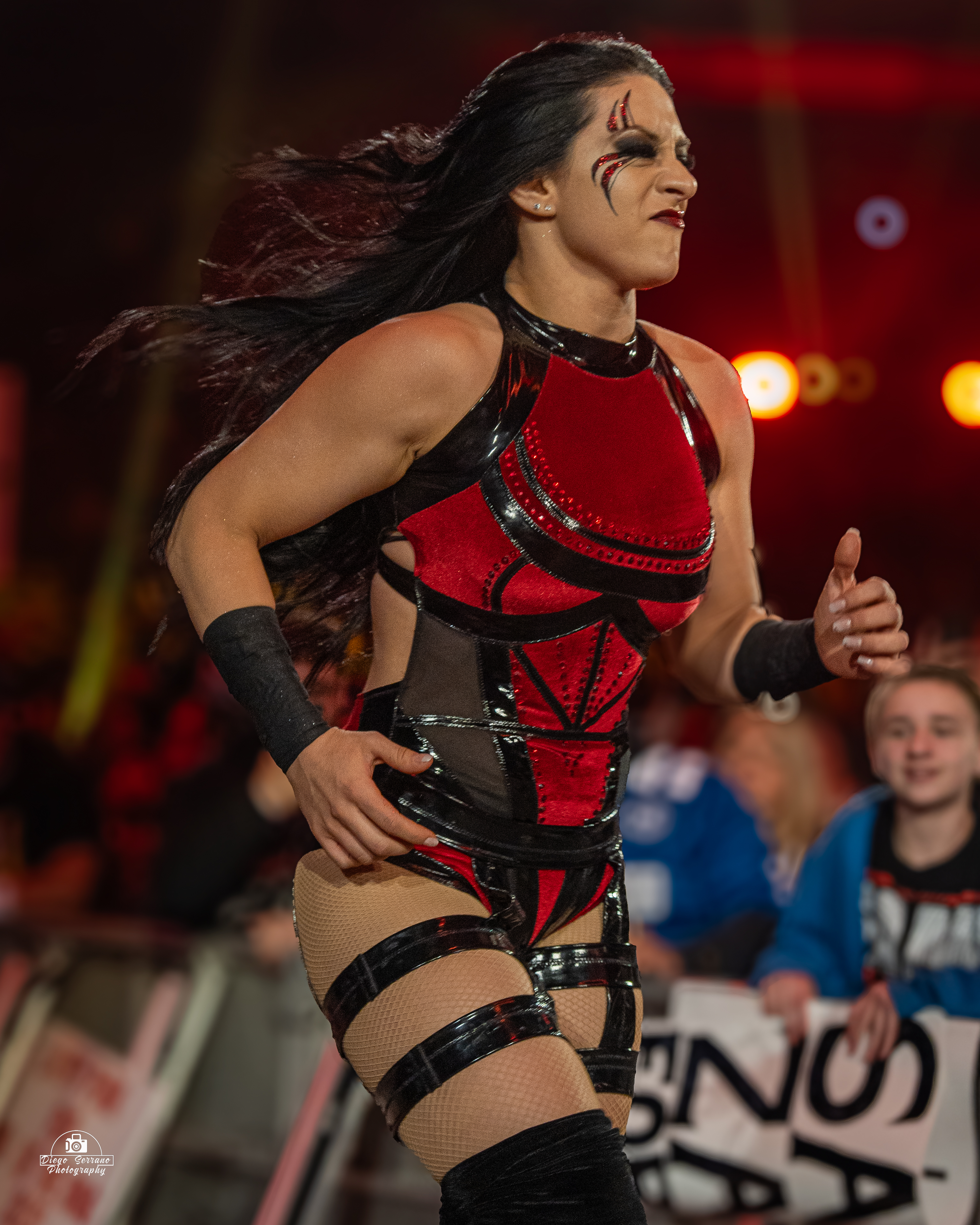
Вакер виходить на Королівську битву у лютому 2025 року

На NXT: New Year's Evil 7 січня 2025 року, Вакер виграла матч фатальної четвірки, і стала претенденткою номер один на Чемпіонство Північної Америки NXT серед жінок. 1 лютого 2025 року на Королівській битві, Вакер взяла участь у своєму першому жіночому матчі Королівської битви під номером 24, але була усунена Наєю Джакс. На NXT Vengeance Day 15 лютого, Вакер перемогла Феллон Хенлі, вигравши Чемпіонство Північної Америки NXT серед жінок, що стало її першим виграшем титулу в WWE, і ставши першою жінкою з Чилі та Південної Америки, яка виграла чемпіонство у WWE. Вакер провела свій перший успішний захист титулу 25 лютого на випуску NXT проти Кармен Петрович. Після матчу вона зіткнулася з Чемпіонкою NXT серед жінок Джулією, яка стверджувала, що вона є найкращою чемпіонкою в NXT, на що Вакер заявила, що це має бути вирішено в матчі Переможець забирає все, який був офіційно призначено на <i id="mwAVI">NXT</i>: Roadblock.
На події 11 березня, Вакер перемогла Джулію та виграла Чемпіонство NXT серед жінок, ставши першою подвійною чемпіонкою в історії NXT. На випуску NXT від 25 березня, Вакер перемогла Джейду Паркер, зберігши титул Чемпіонки NXT серед жінок у своєму першому захисті, і Хенлі в матчі-реванші в головній події, зберігши Чемпіонство Північної Америки NXT серед жінок, ставши першою подвійною чемпіонкою в історії WWE, яка успішно захистила обидва титули в одну ніч. 1 квітня на випуску NXT, Вакер відмовилася від Чемпіонства Північної Америки NXT серед жінок, закінчивши свій рейн через 45 днів. На Stand and Deliver 19 квітня, Вакер перемогла Джулію, Паркер і Джордінн Грейс у матчі фатальної четвірки, зберігши Чемпіонство NXT серед жінок. 21 квітня, Вакер дебютувала в основному ростері на Raw після Реслманії 41, зустрівшись з Чемпіонкою світу серед жінок Ійо Скай. Матч закінчився без результату після втручання Джулії та Перес. Наступного вечора на NXT, Вакер успішно захистила титул Чемпіонки NXT серед жінок проти Перес. На Battleground 25 травня, Вакер здолала Джордін Грейс, зберігши Чемпіонство NXT серед жінок. Два дні потому на NXT, Вакер програла титул Джейсі Джейн, після втручання від Хенлі та Джазмін Нікс, закінчивши рейн у 77 днів у її останньому матчі на NXT.

#### Raw (2025–дотепер)
30 травня 2025 року, генеральний менеджер Raw Адам Пірс анонсував, що Вакер приєдналася до бренду Raw.

## Особисте життя
Вакер має як чилійське, так і мексиканське громадянство. Вона є прихильницею британської автогоночної команди McLaren і футбольного клубу Англійської Прем'єр-ліги Манчестер Юнайтед.
4 березня 2023 року Вакер подала заяву проти тодішнього чемпіона світу з тріо AAA Рохеліо Рейєса (найбільш відомого як Ель Куатреро), з яким вона почала зустрічатися, коли обидва працювали в Consejo Mundial de Lucha Libre (CMLL). Згідно зі скарги, Рейес душив її і кинув її об стіну. 9 березня CMLL оприлюднив заяву, в якій говориться, що вони «рішуче засуджують будь-які форми насильства щодо жінок і підтверджують наше зобов'язання сприяти життю без насильства та домагань серед нашого персоналу та відвідувачів наших арен». 10 березня, після шоу AAA в Агуаскальєнтес, Рейєс був заарештований за ордером на арешт у Мехіко та звинувачений у спробі жіночого вбивства та домашньому насильстві.

## Чемпіонства і досягнення
- Arena Azteca Budokan

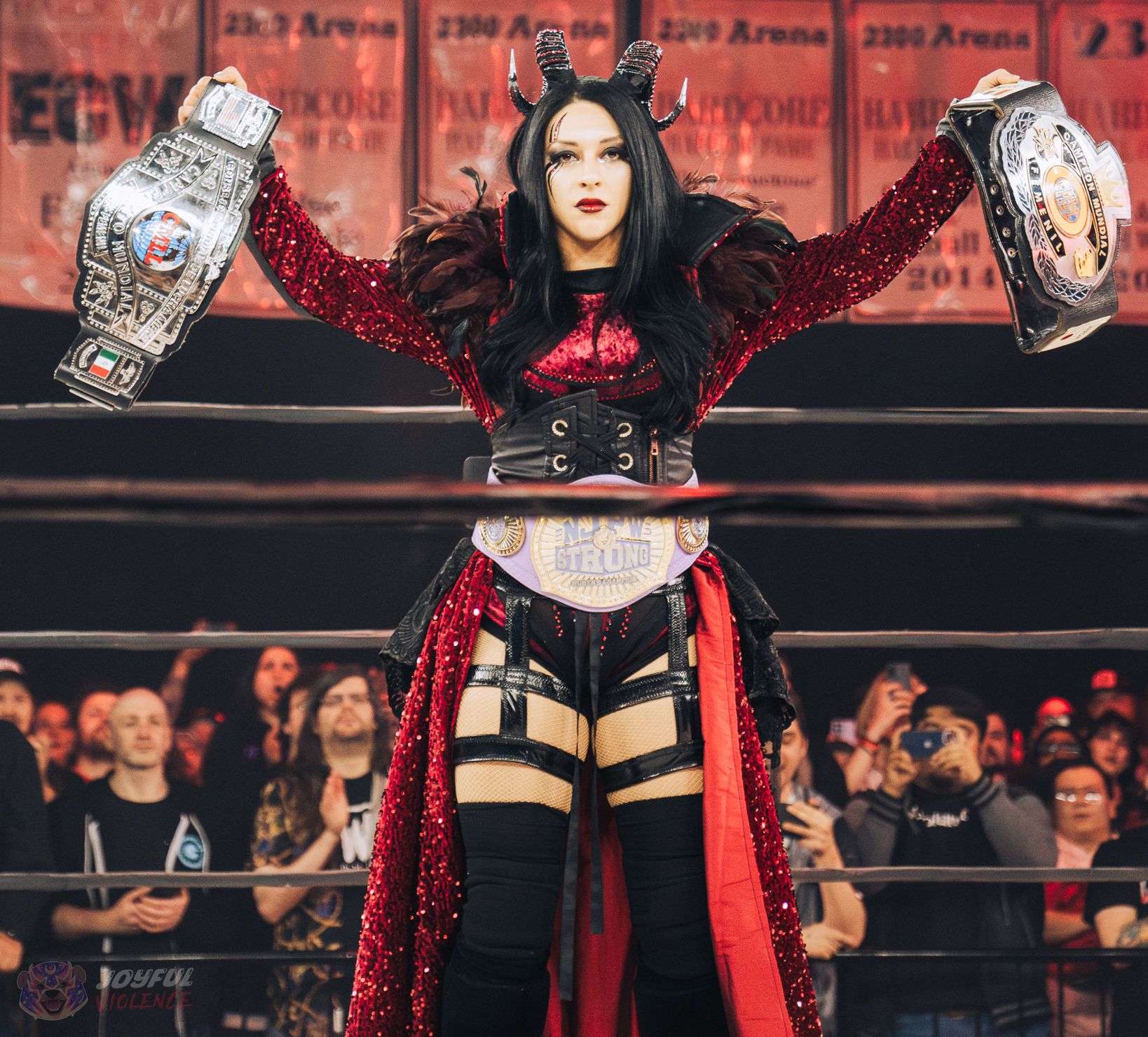
Вакер — колишня Чемпіонка світу серед жінок CMLL (ліва рука), Командна чемпіонка світу CMLL серед жінок (права рука) і Чемпіонка Strong NJPW серед жінок (навколо талії).

  - Миіжнародне Чемпіонство Arena Azteca Budokan серед жінок (1 раз)
- Arena Cuautitlán Izcalli
  - Змішане командне чемпіонство Arena Cuautitlán Izcalli (1 раз) — з Рікі Марвіном
- Alianza Universal de Lucha Libre
  - Чемпіонство AULL серед жінок (1 раз)[54]
- Consejo Mundial de Lucha Libre
  - Чемпіонство світу CMLL серед жінок (1 раз)[14]
  - Командне чемпіонство світу CMLL серед жінок (1 раз, інавгураційна) — з Zeuxis[13]
  - Командне чемпіонство Occidente серед жінок (1 раз, інавгураційне) — з Zeuxis[12]
  - Турнір за Командне чемпіонство Occidente серед жінок (2023) — з Zeuxis[12]
  - Grand Prix de Amazonas (2023)[55]
- Guerreros de la Lucha Libre
  - Чемпіноство GDLL серед жінок (1 раз)[56]
- IWC Legacy
  - Чемпіонство IWC серед жінок (1 раз)[57]
- New Japan Pro-Wrestling
  - Чемпіонство Strong серед жінок (1 time)[20]
- Premios Rasslin
  - Premio Mejor en el extranjero (2023, 2024)[58]
- Pro Wrestling Illustrated
  - Зайняла 5 місце у top 250 реслерок у 2024 році у PWI Women's 250[59]
  - Вакер і Zeuxis зайняли місце No. 84 у top 100 команд у 2023 році у PWI Tag Team 100[60]
- WWE
  - NXT Women's Championship (1 раз)[61]
  - NXT Women's North American Championship (1 раз)[62]
  - Slammy Award (1 раз)
    - Проривна зірка року (2025)